# 村上光昭
村上 光昭（むらかみ みつあき、1943年12月1日 - 2018年5月22日）は、北海道檜山郡上ノ国町出身で井筒部屋（高砂一門に所属替えする以前の時津風系統）に所属した大相撲力士。1967年以降は神光を名乗っており、在位期間もそちらが長いが基本的に力士としては本名の村上で知られる。中央大学相撲部出身。身長178cm、体重97kg。得意手は右四つ、寄り。最高位は東幕下13枚目（1966年5月場所）。力士としては大成しなかったが、廃業後は解体業経営者として一定の成功を収めている。

## 来歴
中央大学相撲部で活躍した一方で学生時代より型破りな人物として知られており、授業に向かおうとする下級生を無理やり映画に連れて行くなどの強引さで恐れられていた。村上は映画鑑賞を趣味としており、1956年に日本映画連合会（現・日本映画製作者連盟）が制定した記念日である「映画の日」は村上の誕生日と同じ12月1日である。そういったことから大学時代の村上は「映画太郎」（略して画太郎とも）という異名で知られていた。一方で学業成績も優秀であり、卒業研究以外の単位をすべて取得したことで卒業まで1年近くを残した1965年5月場所に在学のまま初土俵を踏み、翌1966年3月に卒業する。当初村上は時津風部屋への入門を考えていたが、時津風（元横綱・双葉山）から「大卒はこれ以上置いておくのが無理だ。内田もいろいろと反感を受けていて大変なんだ」と聞かされて諦め、代わりに時津風一門の井筒部屋を紹介されて井筒部屋への入門を選んだという経緯をたどっている。
ところが軽量と矛盾する正攻法の四つ相撲が祟って初土俵から1年間は6場所中3場所で負け越しを経験し、幕下下位で停滞を続けていた。一方で型破りな行動は大相撲入り後も相変わらずであり、1966年3月場所前には自ら髷を切って脱走したところを連れ戻された腹いせにその3月場所の場所入りにアロハシャツを着用して見せた。この場所は、場所中に厳しい叱責を受けた影響で1勝6敗の不振に終わった。この型破りな性格は自身の初土俵の直前である1965年3月場所限りで村上と入れ替わるように廃業した若羽黒（ただし最終場所は番付上のみ）に準えて「ミニ若羽黒」と形容された。相撲教習所時代、教習所で「相撲は見世物、ショーだ」と発言した教授に腹を立てて「私は人生かけて勝負しているのであって、見世物をしに来ているのではない」と反論したことがあり、協会から「君は教習所で学ぶこともないだろうから、もう授業は受けなくてもいい」と口頭試験だけで卒業させてもらった。活躍といえば三段目陥落寸前の状況に置かれた1966年5月場所で幕下優勝を記録した程度であり、その後関取に昇進することなく三段目陥落を喫した末に初土俵からちょうど3年半となる1968年9月場所限りで廃業となった。
実はもともと関取を目指すつもりはなく、実業家に転身するべく人脈作りや自身の宣伝のために入門したのであった。1968年7月場所後には部屋関係者に起業の相談を求めながら少しずつ廃業準備を重ねようとするつもりであったが、師匠の井筒（元東前頭2枚目・鶴ヶ嶺道芳）は体調不良を理由に全く村上に取り合わず、かつて自身を付き人として従えた君ヶ濱（元関脇・鶴ヶ嶺昭男）も後継者問題に瀕していた事情から余裕を失っており、村上に対して「あなたなら1人で何でもできるはず」と遠巻きに突き放す態度を取ってしまったため、周囲の協力を望めないと悟った村上は予定を早めて1968年9月場所前に廃業届を提出した。
廃業からわずか3か月余り後の1969年1月、千葉県市川市に解体業を扱う「株式会社 村上工業」を設立した。以降も角界内部で「隠れた秀才」と評された頭脳を活かして事業を成長させ、建設業者の他に千葉県や市川市といった自治体や母校・中央大学をはじめとする学校法人を主要取引先として、京浜地域の都市開発事業に貢献した。
晩年には中央大学相撲部のOB会長を務め、同大学出身の一山本を大相撲に勧誘するなど、角界とも関わりを持っていた。

## 主な成績
- 通算成績：70勝70敗7休 勝率.500
- 各段優勝
  - 幕下優勝：1回

### 場所別成績
| | 一月場所 初場所（東京） | 三月場所 春場所（大阪） | 五月場所 夏場所（東京） | 七月場所 名古屋場所（愛知） | 九月場所 秋場所（東京） | 十一月場所 九州場所（福岡） |
| --- | ----------------------- | ----------------------- | ----------------------- | --------------------------- | ----------------------- | --------------------------- |
| 1965年 （昭和40年） | x                       | x                       | 幕下付出96枚目 5–2      | 東幕下73枚目 5–2            | 東幕下53枚目 3–4        | 東幕下60枚目 5–2            |
| 1966年 （昭和41年） | 東幕下47枚目 2–5        | 東幕下65枚目 1–6        | 東幕下94枚目 優勝 7–0   | 東幕下13枚目 2–5            | 西幕下21枚目 2–5        | 西幕下36枚目 2–5            |
| 1967年 （昭和42年） | 東幕下50枚目 4–3        | 東幕下39枚目 1–6        | 東三段目10枚目 6–1      | 東幕下48枚目 4–3            | 西幕下40枚目 6–1        | 東幕下20枚目 4–3            |
| 1968年 （昭和43年） | 東幕下16枚目 2–5        | 西幕下33枚目 3–4        | 西三段目38枚目 4–3      | 東幕下33枚目 2–5            | 西幕下53枚目 引退 0–0–7 | x                           |
| 各欄の数字は、「勝ち-負け-休場」を示す。 優勝 引退 休場 十両 幕下 三賞：敢=敢闘賞、殊=殊勲賞、技=技能賞 その他：★=金星 番付階級：幕内 - 十両 - 幕下 - 三段目 - 序二段 - 序ノ口 幕内序列：横綱 - 大関 - 関脇 - 小結 - 前頭（「#数字」は各位内の序列） |                         |                         |                         |                             |                         |                             |

## 改名歴
- 村上 光昭（むらかみ みつあき）1965年5月場所〜1966年11月場所
- 神光 光昭（しんこう みつあき）1967年1月場所〜1968年9月場所